# تقييد البحث العلمي في الاتحاد السوفيتي
تشير الأبحاث المقيدة في الاتحاد السوفيتي إلى المجالات العلمية التي حظرت من النشر في الاتحاد السوفيتي. ولقد اختبرت جميع العلوم الإنسانية والاجتماعية للتأكد من امتثالها الصارم للمادة التاريخية. زُعم أن هذه الاختبارات غطاء للقمع السياسي للعلماء الذين شاركوا في الأبحاث التي توصف بأنها «مثالية» أو «برجوازية».
في العديد من الحالات كانت عواقب التأثيرات الأيديولوجية مثيرة. بدأ قمع البحوث في عهد ستالين واستمر بعد انتهاء نظامه.
تم قمع بعض المجالات العلمية في الاتحاد السوفياتي في المقام الأول بعد أن وصفت بأنها مشتبه بها أيديولوجيا.

## أمثلة

### مادة الاحياء
في منتصف عقد الثلاثينيات من القرن العشرين، بدأ عالم الهندسة الزراعية تروفيم ليسينكو حملة ضد علم الوراثة  وأيده بها ستالين. فبالإضافة إلى علاقة عذا العلم بالنازيين، فرفض علم الوراثة المندلية بشكل خاص من قبل ستالين بسبب كون مؤسسها، جريجور مندل، كان كاهنًا مسيحيًا كاثوليكيًا، وهي حقيقة تواجه الإلحاد الرسمي للاتحاد السوفيتي وتناهضه.
في عام 1950 نظمت الحكومة السوفيتية الدورة العلمية المشتركة لأكاديمية العلوم في اتحاد الجمهوريات الاشتراكية السوفياتية وأكاديمية العلوم الطبية في الاتحاد السوفياتي. تعرض خلالها العديد من علماء الفيزياء السوفييت البارزين لهجوم بسبب انحرافهم عن تعاليم بافلوف. اضطر على أثرها علماء الفيزياء السوفيات إلى قبول أيديولوجية عقائدية مما أدى لتدهور جودة البحوث الفسيولوجية وإلى استبعاد الفسيولوجيا السوفييتية عن المجتمع العلمي الدولي. في وقت لاحق انتقد علماء الأحياء السوفيت بشدة نظريات ليسينكو والأساليب العلمية الزائفة.

### السبرانية
خلال عهد ستالين، حظر علم التحكم الآلي، السيبرانية، أيضًا لأنه اعتبر علم زائف من صنع البرجوازيين. فقد أدين كتاب نوربرت وينر بعنوان «علم التحكم الآلي» الذي وضع عام 1948 ولم يتم ترجمته حتى عام 1958. كما قامت طبعة 1954 من «القاموس الفلسفي الموجز» بإدانة علم التحكم الآلي لقيامها «بمعادلة العمليات الميكانيكيا بالطبيعة الحية والمجتمع والأنظمة الفنية، وبالتالي تقف ضد الجدليات المادية والفيزيولوجيا العلمية الحديثة التي طورها إيفان بافلوف)»  (ومع ذلك تمت إزالة هذه المقالة من إعادة طبع القاموس عام 1955. لكن بعد فترة مبدئية من الشكوك، تجذر علم التحكم الآلي السوفيتي، ولكن هذا الموقف المبكر أعاق تطوير علوم وهندسة الحاسوب في الاتحاد السوفيتي.

### التاريخ
تأثرت التأريخ السوفياتي (أي الطريقة التي وضع بها التاريخ من قبل علماء الاتحاد السوفيتي) بشكل كبير بالرقابة الصارمة من قبل السلطات التي تهدف إلى الدعاية للأيديولوجية الشيوعية والقوة السوفيتية.
منذ أواخر عقد الثلاثينيات من القرن العشرين، تعامل التاريخ السوفييتي كما لو أن خط الحزب وواقعه هما شيء واحد. على هذا النحو، فالعلم كان في خدمة أجندة سياسية وأيديولوجية معينة ويخضع بشكل عام للمراجعة التاريخية. في ثلاثينيات القرن العشرين، كانت الأرشيفات التاريخية مغلقة وكان البحث الأصلي مقيدًا بشدة. كان على المؤرخين أن يضفوا على أعمالهم إشارات - ملائمة أم لا - إلى ستالين وغيره من «الكلاسيكيات الماركسية اللينينية»، وأن يصدروا حكمًا - على النحو الذي يحدده الحزب - على شخصيات روسية تاريخية من حقبة ما قبل الثورة.
تم حظر العديد من أعمال المؤرخين الغربيين أو مراقبتها، كما تم حظر العديد من مجالات البحث التاريخي كما لو لم يحدثوا رسميًا. غالبًا ما كانت ترجمات التأريخ الأجنبي تُنتج في شكل مقطوع، مصحوبة بالرقابة الواسعة والحواشي التصحيحية. على سبيل المثال، في ترجمة الطبعة الروسية لعام 1976 تم حذف العديد من الحوادث التي ذكرها كتاب بازيل ليدل هارت بعنوان «تاريخ الحرب العالمية الثانية»، مثل التطهير الذي قام به ضباط الجيش الأحمر، والبروتوكول السري لحلف مولوتوف ريبنتروب، وتفاصيل كثيرة عن حرب الشتاء، واحتلال دول البلطيق، والاحتلال السوفيتي ل لبيسباربيا و بوكوفينا الشمالية، ومساعدة التي قدمها الحلفاء الغربيين إلى الاتحاد السوفياتي خلال الحرب، وجهود العديد من الحلفاء الغربيين، وأخطاء القيادة السوفيتية وإخفاقاته، وانتقاد الاتحاد السوفيتي ومحتويات أخرى رقابة خارج.

### علم اللغة
في بداية حكم ستالين، كان نيكولاي ياكوفليفيتش مار، الشخصية المهيمنة في مجال اللغويات السوفيتية، الذي جادل بأن اللغة هي بناء طبقي وأن بنية اللغة تحددها البنية الاقتصادية للمجتمع. قرأ ستالين، الذي كان يكتب سابقًا عن سياسة اللغة كمفوض شعبي للقوميات، خطابًا من جانب أرنولد تشيكوبافا ينتقد النظرية. لقد استدعى شيكوبافا إلى العشاء الذي استمر من الساعة 9 مساءً إلى الساعة 7 صباحًا حيث تدوّن الملاحظات بجد. "  وبهذه الطريقة، استوعب ما يكفي من القضايا الأساسية لمعارضة هذه النظرية الماركسية التبسيطية، ووضع حد لهيمنة الإيديولوجية على اللغويات السوفياتية. كان عمل ستالين الرئيسي في هذا المجال مقالًا صغيرًا، "الماركسية والأسئلة اللغوية."

### علم الأطفال
كانت علم الأطفال مجالًا شائعًا للبحث على أساس شيوع دور الأيتام العديدة التي نشأت بعد الحرب الأهلية الروسية. كان علم الطب السوفياتي عبارة عن مزيج من علم أصول التدريس وعلم النفس للتنمية البشرية، التي اعتمدت بشدة على اختبارات مختلفة. تم حظره رسميًا في عام 1936 بعد مرسوم خاص صادر عن اللجنة المركزية للحزب الشيوعي للاتحاد السوفيتي «حول الانحرافات الجنسية في نظام ناركومبروس (الهيئة السوفيتية للتعليم)» في 4 يوليو 1936.

### العلوم الفيزيائية
في أواخر الأربعينيات من القرن الماضي، تم انتقاد بعض مجالات الفيزياء، وخاصة ميكانيكا الكم والنسبية الخاصة والعامة، على أساس «أنهم مثالية». طور علماء الفيزياء السوفيت، مثل نيكولولسكس وبلوخنتزيف، نسخة من التفسير الإحصائي لميكانيكا الكم، والذي كان ينظر إليه على أنه أكثر تمسكا بمبادئ المادية الجدلية. ومع ذلك، على الرغم من المخطط له في البداية، لم تذهب هذه العملية إلى حد تحديد نسخة «صحيحة أيديولوجياً» من الفيزياء وتم تطهير هؤلاء العلماء الذين رفضوا الامتثال لها، لأن هذا قد يكون ضارًا جدًا بالبرنامج النووي السوفيتي.  

### علم الاجتماع
بعد الثورة الروسية، تم «تسييس» ثم «بلشفية» وأخيرا «ستالينية» علم الاجتماع. من 1930 إلى 1950، توقف وجود هذا العلم تماما في الاتحاد السوفياتي. حتى في الحقبة التي سُمح فيها بممارستها، وليس الاستعاضة عنها بالفلسفة الماركسية، كان الفكر الماركسي دومًا يهيمن عليها؛ ومن هنا كان علم الاجتماع في الاتحاد السوفيتي والكتلة الشرقية بأكملها ممثلة، إلى حد كبير، بفرع واحد فقط من علم الاجتماع: علم الاجتماع الماركسي. مع وفاة جوزيف ستالين وفي مؤتمر الحزب العشرين في عام 1956، تم تخفيف القيود على البحوث الاجتماعية إلى حد ما، وأخيراً، بعد مؤتمر الحزب الثالث والعشرين في عام 1966، تم الاعتراف رسميًا بعلم الاجتماع في الاتحاد السوفيتي باعتباره فرعًا مقبولًا للعلوم.

### الإحصاء
هذا هو ترجمة لمقالة استشهد على نطاق واسع ("Lukavaya Tsifra") من قبل الصحفي فاسيلي Selyunin والاقتصادي غريغوريي خانين، في نوفي مير ، فبراير 1987 م ورقم 2: 181-202 
تعد جودة (أي دقة وموثوقية) البيانات المنشورة في الاتحاد السوفياتي والمستخدمة في البحوث التاريخية قضية أخرى أثارها مختلف علماء السوفيات. اعتبر علماء النظريات الماركسيون في الحزب أن الإحصاء هو علمًا اجتماعيًا. وبالتالي تم تقييد العديد من تطبيقات الرياضيات الإحصائية، وخاصة خلال عصر ستالين. تحت التخطيط المركزي، لا شيء يمكن أن يحدث عن طريق الصدفة. قانون الأعداد الكبيرة أو فكرة الانحراف العشوائي تم إعلانها كـ «نظريات خاطئة». تم إغلاق المجلات الإحصائية والإدارات الجامعية؛ وتخلى إحصائيون عالميون مشهورون مثل أندري كولموغوروف أو يوجين سلوتسكي عن الأبحاث الإحصائية.